# بادخورک کوچک
بادخورک کوچک (نام علمی: Apus affinis) نام یک گونه از سرده بادخورک‌ها است.